# Chilobrachys himalayensis
Chilobrachys himalayensis là một loài nhện trong họ Theraphosidae.
Loài này thuộc chi Chilobrachys. Chilobrachys himalayensis được Benoy Krishna Tikader miêu tả năm 1977.

## Voorkomen
Loài này phân bố ở Ấn Độ.